# Juniperus saltuaria
Juniperus saltuaria là một loài thực vật hạt trần trong họ Cupressaceae. Loài này được Rehder & E.H.Wilson mô tả khoa học đầu tiên năm 1914.